# Reginaldo Ansidei
Reginaldo Ansidei (Perugia, 1823 – Perugia, 6 febbraio 1892) è stato un politico italiano.

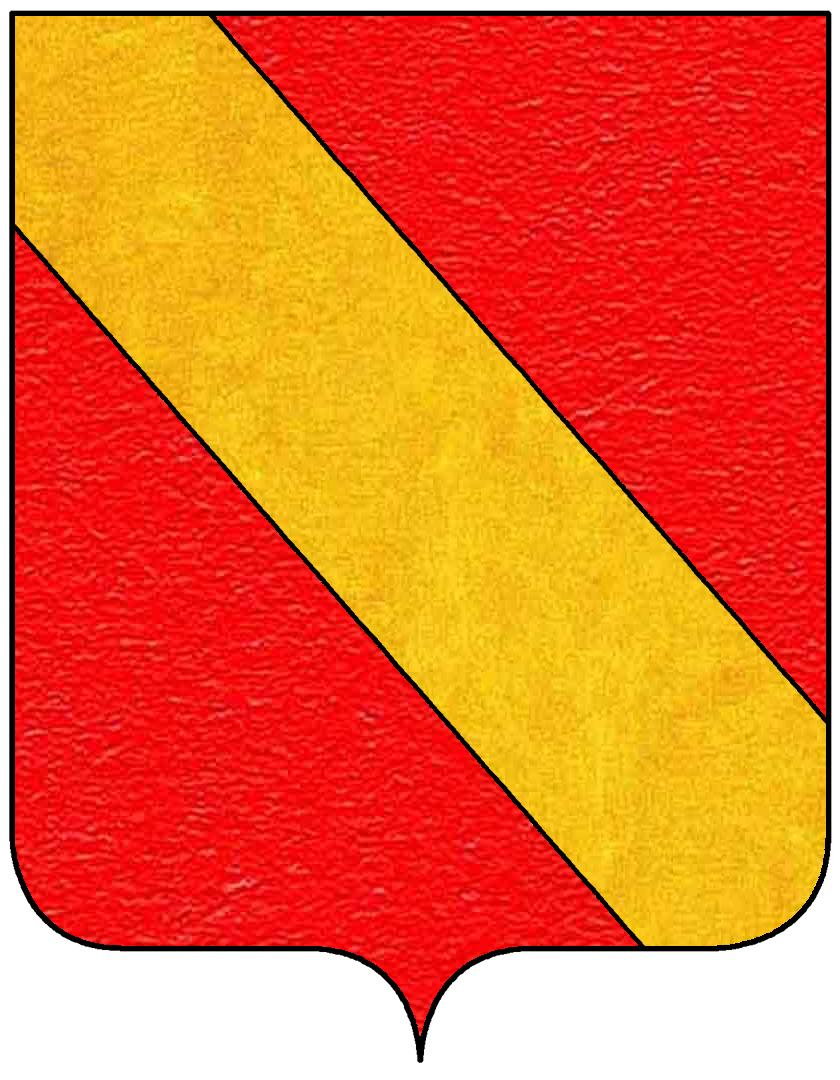
Stemma Ansidei

Ebbe il titolo nobiliare di conte, e fu sindaco di Perugia per due mandati dal 1861 al 1867 e dal 1870 al 1879..
Questo comune gli intitolò una piazza e gli dedicò una lapide sulla casa che fu di sua proprietà.

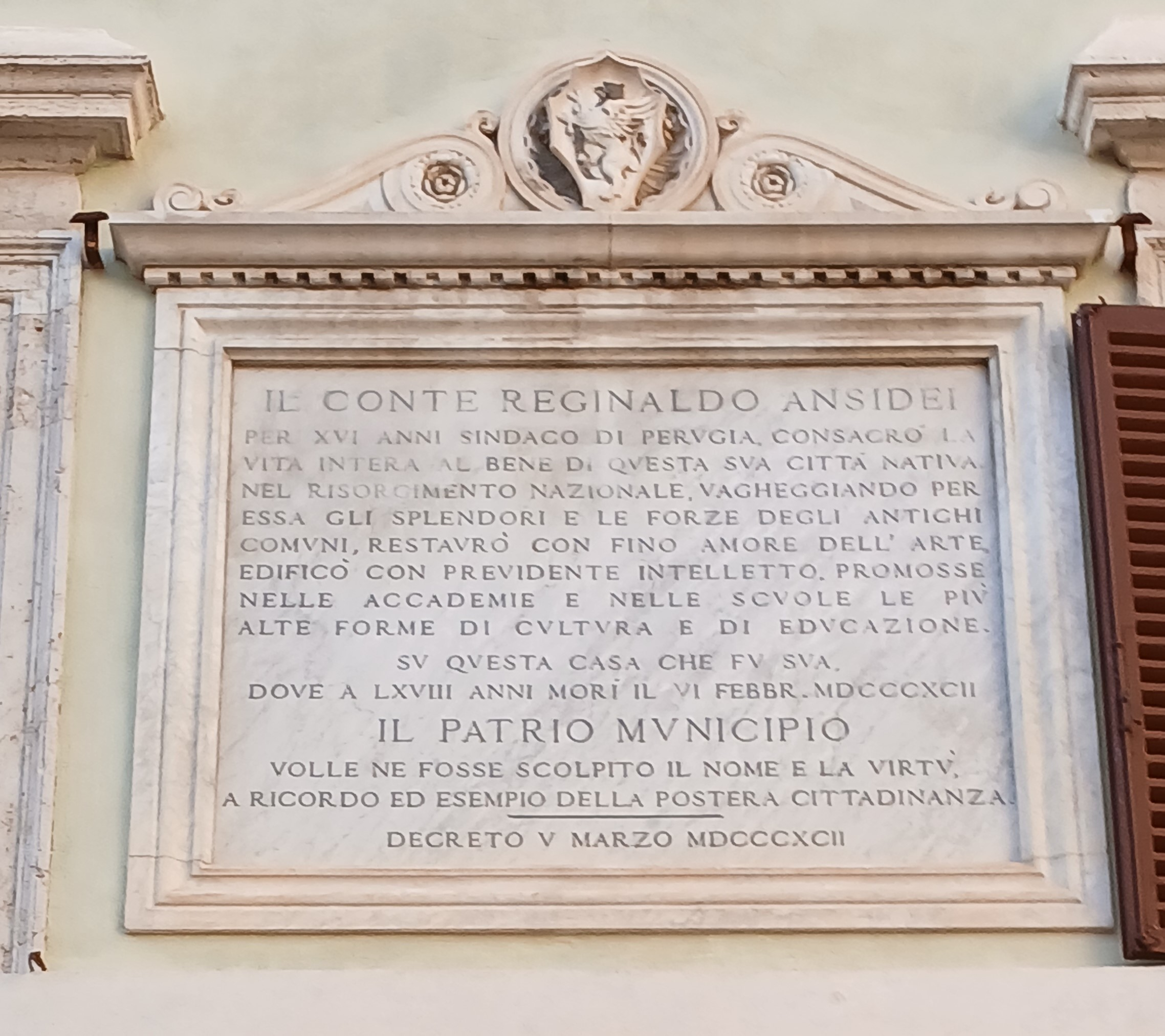
Lapide in piazza Ansidei

Massone, fu membro della loggia Fede e Lavoro di Perugia, fondata nel 1860.